# American Outlaws
American Outlaws (br: Jovens Justiceiros; pt: Pistoleiros Americanos) é um filme estadunidense de 2001, do gênero faroeste, dirigido por Les Mayfield. É uma versão romanceada e cheia de ação sobre o início da vida de fora-da-lei do famigerado Jesse James.

## Sinopse
O filme começa nos últimos momentos da Guerra Civil Americana, quando a ousadia e a coragem dos irmãos James e Younger conseguem livrar seus homens de uma emboscada do exército da União. Logo a seguir ficam sabendo que a Guerra havia terminado. Ao voltarem para Missouri, os homens percebem que estão longe de terem paz.

## Elenco
- Colin Farrell.... Jesse James
- Scott Caan.... Cole Younger
- Ali Larter.... Zee Mimms
- Gabriel Macht.... Frank James
- Gregory Smith.... Jim Younger
- Harris Yulin.... Thaddeus Rains
- Will McCormack.... Bob Younger
- Kathy Bates.... Ma James
- Timothy Dalton.... Allan Pinkerton
- Ronny Cox.... Doc Mimms
- Terry O'Quinn.... Rollin Parker
- Nathaniel Arcand.... Comanche Tom
- Ty O'Neal.... Clell Miller
- Muse Watson.... Detetive corpulento
- Ed Geldart.... Velho Tucker